# 10444 de Hevesy
10444 de Hevesy eller 3290 T-2 är en asteroid i huvudbältet som upptäcktes den 30 september 1973 av den nederländsk-amerikanske astronomen Tom Gehrels och det nederländska astronomparet Ingrid van Houten-Groeneveld och Cornelis Johannes van Houten vid Palomarobservatoriet. Den är uppkallad efter nobelpristagaren i kemi George de Hevesy.
Asteroiden har en diameter på ungefär 13 kilometer.